# マンハッタン・ラプソディ
『マンハッタン・ラプソディ』（The Mirror Has Two Faces）は、バーブラ・ストライサンド監督・製作・主演による1996年のアメリカ合衆国の恋愛・コメディ・ドラマ映画。アンドレ・カイヤットとジェラール・ウーリー脚本による1959年のフランス映画『両面の鏡』のリメイクであり、リチャード・ラグラヴェネーズが脚色した。

## ストーリー
中年になるまで一度もロマンスを体験していないローズ（バーブラ・ストライサンド）が、美人を見ると目眩を起こす症状に悩むグレゴリー（ジェフ・ブリッジス）と出会う。2人は「セックスはしない」という条件のもと、交際を始め、やがて結婚まで漕ぎ着ける。だが結婚後、ローズは欲求不満に陥り、またグレゴリーは彼女の魅力に気づいてしまう。

## キャスト
※括弧内は日本語吹替
- ローズ・モーガン - バーブラ・ストライサンド（弥永和子）
- グレゴリー・ラーキン - ジェフ・ブリッジス（大塚明夫）
- ハンナ・モーガン - ローレン・バコール（藤波京子）
- クレア - ミミ・ロジャース（小宮和枝）
- アレックス - ピアース・ブロスナン（大塚芳忠）
- ドリス - ブレンダ・ヴァッカロ（磯辺万沙子）
- ヘンリー・ファイン - ジョージ・シーガル（石森達幸）
- キャンディ - エル・マクファーソン（田中敦子）
- バリー・ニューフェルド - オースティン・ペンドルトン（仲野裕）
- サラ・マイヤーズ - レスリー・ステファンソン

## 受賞とノミネート
| 映画祭・賞                   | 部門                                     | 候補 | 結果       |
| ---------------------------- | ---------------------------------------- | --- | ---------- |
| アカデミー賞                 | 助演女優賞                               | ローレン・バコール | ノミネート |
| アカデミー賞                 | 歌曲賞                                   | バーブラ・ストライサンド、マーヴィン・ハムリッシュ、ブライアン・アダムス、ロバート・ジョン・ラング "I Finally Found Someone" | ノミネート |
| 英国アカデミー賞             | 助演女優賞                               | ローレン・バコール | ノミネート |
| ゴールデングローブ賞         | 主演女優賞 (ミュージカル・コメディ部門)  | バーブラ・ストライサンド | ノミネート |
| ゴールデングローブ賞         | 助演女優賞                               | ローレン・バコール | 受賞       |
| ゴールデングローブ賞         | 作曲賞                                   | マーヴィン・ハムリッシュ | ノミネート |
| ゴールデングローブ賞         | 主題歌賞                                 | バーブラ・ストライサンド、マーヴィン・ハムリッシュ、ブライアン・アダムス、ロバート・ジョン・ラング "I Finally Found Someone" | ノミネート |
| サテライト賞                 | 映画助演女優賞（コメディ・ミュージカル） | ローレン・バコール | ノミネート |
| 全米映画俳優組合賞           | 助演女優賞                               | ローレン・バコール | 受賞       |
| サンディエゴ映画批評家協会賞 | 助演女優賞                               | ローレン・バコール | 受賞       |